# Helge Sivertsen

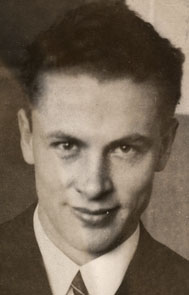
Helge Sivertsen (1935)

Helge Sivertsen (* 12. Juni 1913 in Mandal, Vest-Agder; † 21. Dezember 1986 in Oslo) war ein norwegischer Diskuswerfer und Politiker der Arbeiderpartiet, der unter anderem 1934 und 1935 Landesmeister im Diskuswurf war und bei den Olympischen Spielen 1936 in Berlin im Diskuswurf der Männer nach dem Halbfinale den zehnten Platz belegte. Später war er von 1947 bis 1956 Staatssekretär im Kirchen- und Unterrichtsministerium und zwischen 1960 und 1965 Minister für Kirchen und Unterricht in der Regierung Gerhardsen III und der Regierung Gerhardsen IV.

## Leben

### Studium, Olympiateilnehmer und Widerstandskämpfer
Sivertsen, Sohn des Volkshochschulleiters Nils Sivertsen und von Marta Heddeland, wuchs in Mandal auf, ehe seine Familie 1926 nach Inderøy verzog. 1933 schloss er seine schulische Ausbildung am Landgymnasium von Orkdal ab, wo er auch seine spätere Ehefrau Merle Five sowie den späteren Widerstandskämpfer und Minister Jens Christian Hauge kennenlernte. Im Anschluss begann er ein Studium der Geschichte an der Universität Oslo.
Neben Schulbesuch und Studium gehörte er als Diskuswerfer zur norwegischen Mannschaft. Bei den Norwegischen Leichtathletik-Meisterschaften NM (Norgesmesterskapet i friidrett) im Osloer Bislett-Stadion belegte er 1931 mit 43,81 Metern sowie 1932 mit 41,67 Metern jeweils den dritten Platz. Bei den Leichtathletik-Meisterschaften 1933 trat er für den Verein Idrettslaget Follogutane an und belegte er nach Ketil Askildt mit 45,32 Metern den zweiten Platz. Bei den Leichtathletik-Meisterschaften 1934 wurde er mit 45,13 Metern erstmals norwegischer Meister im Diskuswurf und konnte sich dabei gegen Reidar Sørlie (44,48 Meter) und Ivar Maraas (44,24 Meter) behaupten. Bei den ebenfalls im Bislett-Stadion veranstalteten Leichtathletik-Meisterschaften 1935 wurde er erneut norwegischer Meister und konnte sich diesmal mit 46,13 Metern gegen Harald Stenerud (44,34 Meter) und Ivar Maraas (42,37 Meter) durchsetzen. Zuletzt belegte er bei den Meisterschaften 1936 nach Reidar Sørlie (47,43 Meter) mit 45,52 Metern den zweiten Platz.
Bei den Olympischen Spielen 1936 in Berlin belegte er nach einem Fehlversuch im ersten, 45,82 Meter im zweiten sowie 45,89 Meter im dritten Wurf den zehnten Platz im Halbfinale und konnte sich damit nicht für das am 5. August 1936 ausgetragene Finale der besten sechs Werfer qualifizieren, bei dem sein Landsmann Reidar Sørlie mit 48,77 Metern den vierten Platz errang.
Während seines Studiums engagierte er sich 1937 als Vorsitzender des Gemeinsamen Studentenausschusses (Studentenes Fellesutvalg) der Universität Oslo und absolvierte von 1938 bis 1939 einen Gaststudienaufenthalt an der University of Oxford. Nach seiner Rückkehr war er 1939 maßgeblich an der Vorbereitung einer Initiative der Osloer Studentenvereinigungen beteiligt. Diese Initiative führte dazu, dass das Storting später Gesetze zur Gründung der Staatlichen Kreditkasse (1947), des Staatlichen Jugendrates (1953) und des Staatlichen Rates für Stipendien (1956) verabschiedete, die in den 1950er und 1960er Jahren zu maßgeblichen Grundsteinen zur Förderung von Studenten wurden. 1940 schloss er sein Studium als Candidatus philologiæ (Cand. philol.) ab. 1940 heiratete er auch seine Schulfreundin Merle Five, Tochter des mehrmaligen Landwirtschafts- und Versorgungministers, Mitglied des Storting und langjährigen Regierungspräsidenten (Fylkesmann) der Provinz Nord-Trøndelag, Håkon Five, und dessen Ehefrau Bodil Erichsen.
Nach der Besatzung Norwegens durch die deutsche Wehrmacht 1940 engagierte sich Sivertsen während des Zweiten Weltkrieges in der größten Widerstandsgruppe Milorg (Militær organisasjon) und fungierte als einer der Leiter des Nachrichtendienstes dieser Widerstandsbewegung.

### Staatssekretär und Minister
Nach Kriegsende wurde er Sekretär der Militärischen Untersuchungskommission (Undersøkelseskommisjonen av 1945) und trat der Arbeiderpartiet als Mitglied bei. Auf Vorschlag seines Schulfreundes Jens Christian Hauge wurde er im Juli 1947 von Ministerpräsident Einar Gerhardsen zum Staatssekretär im Kirchen- und Unterrichtsministerium berufen und bekleidete diesen Posten bis 1956. Er war damit der engste Mitarbeiter der damaligen Kirchen- und Unterrichtsminister Kaare Fostervoll (1945 bis 1948), Lars Moen (1948 bis 1953) und Birger Bergersen (1953 bis 1956). Während seiner Tätigkeit im Kirchen- und Unterrichtsministerium war er maßgeblich an der Gründung verschiedener kultureller Institutionen beteiligt wie der Staatlichen Filmzentrale (1948), dem Riksteatret (1948), dem Norwegischen Dorfkino (1950) und der Reichsgalerie (1953). Nach Beendigung seiner Amtszeit als Staatssekretär wurde er 1956 Schuldirektor in Oslo und anschließend in Akershus.
Bei einer Regierungsumbildung wurde Sivertsen von Ministerpräsident Einar Gerhardsen am 23. April 1960 als Nachfolger von Birger Bergersen als Minister für Kirchen und Unterricht (Kirke- og undervisningsminister) in dessen dritte Regierung berufen und bekleidete dieses Ministeramt bis zum Ende von Gerhardsens Amtszeit am 28. August 1963. Nach dem Ende der bürgerlichen Minderheitsregierung von Ministerpräsident John Lyng übernahm er auch in der vierten Regierung Gerhardsen das Amt als Minister für Kirchen und Unterricht vom 25. September 1963 bis zum Ende von Gerhardsens diesmaliger Amtszeit am 12. Oktober 1965. Während seiner Amtszeit als auch für Kultur zuständiger Minister wurde 1964 der Norwegische Kulturfonds und 1965 der Norwegische Kulturrat ins Leben gerufen, um die Förderung von Kultur und Kunst zu verbessern und die Kulturpolitik der Regierung zu fördern. Daneben kam es zu einer Reform der neunjährigen Grundschule zur Gesamtschule (Enhetsskolen) sowie anderer staatlicher Initiativen in der Schulpolitik. Hierzu zählten Verbesserungen bei der Erwachsenenbildung, aber auch die Förderung der samischen Sprachen und Kultur der Samen an öffentlichen Schulen. In der Kirchenpolitik suchte er Gespräche wegen des Widerspruchs zwischen Sozialismus und Christentum. Des Weiteren schuf er erste Initiativen zur Gründung eines Rates für die norwegische Sprache.
Nach der Niederlage der Arbeiderpartiet bei der Wahl vom 13. September 1965 war er wieder als Schulleiter sowie später von 1971 bis zu seiner Pensionierung 1981 Leiter der Schulverwaltung von Oslo. Daneben engagierte er sich zwischen 1967 und 1981 als Vorsitzender des Ausschusses für die Reichskonzerte (Rikskonsertene) sowie seit 1971 als Vorsitzender des Komitees für die Gespräche zwischen Kirche und Staat. Weiterhin war er von 1974 bis 1981 sowohl Vorsitzender des Ausschusses für Kulturabkommen als auch Vorsitzender des Ausschusses für Rüstungskontrolle und Abrüstung.
Für sein langjähriges Engagement wurde Sivertsen 1984 der Ehrenpreis des norwegischen Kulturrates verliehen.

## Veröffentlichungen
- Innocens III og hans tid, Gyldendals verdenshistoriske serie for gymnaset 1, 1942
- Byer og bykultur i mellomalderen, Gyldendals verdenshistoriske serie for gymnaset 2, 1945
- Demokratisk og nasjonal oppseding i norsk skole, Bergen 1946
- Milorg, in: S. Steen (Herausgeber): Norges krig 1940–45, Band 3, 1950
- Stat og kirke, Bericht der Kirchen- und Staatskommission, 1975
- Atombomber for alle? Foran revisjonskonferansen for ikke-spredningsavtalen i Genève i august-september 1980, 1980